# Апчел Олена Анатоліївна
Апчел Олена Анатоліївна (нар. 5 жовтня 1986, Новотроїцьке, Волноваський район, Донецька область) — кандидатка мистецтвознавства (Докторка філософії/PhD), артивістка, режисерка, перформерка, культурологиня, драматургиня, кураторка, викладачка, арт-менеджерка, членкиня Спілки театральних діячів України, членкиня ГО SEMA Ukraine, членкиня правління КДК Коаліції Дієвців Культури.  Активна учасниця Революції Гідності: Київського і Харківського Майданів, волонтерка. У травні 2024-го року приєдналася як доброволиця до Сил Оборони України. 
Авторка низки наукових праць, присвячених дослідженню сучасного театру, зокрема, документального та соціально-відповідального, політичного театру, перформансу та критичного мистецтва. Авторка лекцій про театр та мистецтво перформансу, майстер-класів з режисури, акторської майстерності, сценічного руху, перформативних способів існування на сцені.
У своїй кураторській практиці цікавиться механізмами горизонтальних систем існування та управління інституціями культури. У режисерській практиці переважно працює з темами трансгенераційної спадщини, особистої та історичної травми, соціального насильства, через критичне мистецтво і проєктування альтернативних реальностей інструментами постдокументального і постдраматичного мистецтва.  

## Освіта
Середню освіту здобула у Новотроїцькій загальноосвітній середній школі № 4 (1991—2004 рр).
З 2004 по 2009 навчалася у Харківській державній академії культури, на факультеті театрального, кіно та телемистецтва. Спеціальність — режисура естради та масових заходів. Під час навчання була також режисеркою та акторкою студентського театру «Академія», та працювала у режисерсько-постановочних групах з підготовки та проведення міських, регіональних, всеукраїнських та міжнародних заходів від Харківської обласної адміністрації та Харківської міської ради.
2009—2010 — навчалася у магістратурі Харківської державної академії культури та отримала науковий ступінь — Магістр театрального мистецтва.
2011—2014 — навчалася в аспірантурі Харківської державної академії культури. У 2014 році захистила дисертацію на тему «Документальний театр у контексті сучасної культури» під керівництвом професора Зої Алфьорової (спеціальність 26.00.01 — теорія та історія культури, міждисциплінарна кафедра) і отримала науковий ступінь — кандидат мистецтвознавства (Доктор філософії/PhD).
2020—2021 — стала стипендіаткою Міжнародної стипендіальної програми імені Лейна Кіркланда . Пройшла двосеместрове навчання та стажування у Варшавському університеті і Театральна академія імені Александра Зельверовича, захистивши другу дисертацію, присвячену соціальним і супровідним програмам для критичного і політичного театрів.

## Життєпис
2004—2009 — працювала в чисельних режисерсько-постановочних групах з підготовки та проведення міських, регіональних, всеукраїнських та міжнародних заходів від Харківської обласної адміністрації та Харківської міської ради
2004—2009 — була учасницею студентського театру «Академія» ХДАК
2005—2013 — була режисеркою та акторкою Харківського авторського театру «Котелок».
2008—2011 — співорганізаторка фестивалю недержавних театрів «Курбалесія» (м. Харків).
2009—2013 — сценаристка та помічниця головного режисера Палацу студентів Національного юридичного університету ім. Ярослава Мудрого, (м. Харків).
2009—2014 — працювала головною режисеркою Центру підтримки та розвитку культури, туризму, фестивальних та конкурсних програм '«ЛАУКАРАЗ».
2010—2015 — викладала у Харківській державній академії культури на факультеті театрального мистецтва, кафедра режисури. Теоретичні предмети: «Історія світового театру», «Історія українського театру», «Рецензійний семінар»; практичні предмети: «Режисура та акторська майстерність», «Режисура естради та масових свят».
2014 — у співавторстві з Ігорем Ключником, Марією Бораковською, Оксаню Черкашиною та Юлією Савченко створила у Харкові Школу акторської майстерності і перформативних мистецтв «ТЕСТО», де працювала як тренерка і режисерка до 2017 року.
2017 — у співавторстві з Артемом Вусиком, створює незалежний харківський професійний аматорський театр «Дуже Відомий Театр», в якому працювала як художня керівниця і режисерка.
2017—2019 — обіймала посаду головної режисерки Львівського академічного драматичного театру імені Лесі Українки.
2019—2020 — співавторка концепції основної експозиції Першого Бараку Меморіального музею тоталітарних режимів «Територія Терору» (Львів).
2019—2020 — працювала режисеркою і кураторкою Київського академічного театру «Золоті Ворота».
2021—2022 — обіймала посаду керівниці відділу соціальних проектів Міжнародного центру культури «Nowy Teatr» , (Польща, Варшава).
З 2022 — членкиня Громадської організації проти насильства та безкарності у війні «SEMA Ukraine» — об'єднання українських жінок з 2019 року, які постраждали через сексуальне та гендерно-обумовлене насильство (СГОН) внаслідок збройної агресії росії проти України і мають активну громадянську позицію.
2022—2023 — співдиректорка німецького театрального фестивалю «Theatertreffen» (Berliner Festspiele), разом з Joanna Nuckowska, Marta Hewelt, Carolin Hochleichter, (Німеччина, Берлін).
З 2024 — членкиня правління Громадської організації Коаліція Дієвців Культури. 
2020—2024 рр. — учасниця і експертка круглих столів, дискусій, конференції, самітів, семінарів, акцій, протестів в Польщі, Німеччині, Франції, Чехії, Литві, Бельгії, Естонії, Іспанії, присвячених викликам і наслідкам війни росії проти України.
Лауреатка УП100 2024 року «Поза межами можливого» – щорічний рейтинг лідерів та лідерок, які роблять найбільший внесок в незалежність та майбутнє України від видавництва «Українська правда».    

## Режисерські роботи (театр і перформанс)
- 2008 — вистава «Човняр» за Ганною Яблонською
  - Вистава отримала приз критики «За цікаву режисуру» на VI Фестивалі недержавних театрів «Курбалесія» (Харків)
- 2009 — вистава «Мій перший чоловік» за Оленою Ісаєвою
  - Вистава отримала приз «За найкращу режисуру» на VII Фестивалі недержавних театрів «Курбалесія» (Харків)
- 2015 — перформанс «Важливе On/Off»[11][12] (у співавторстві з Оксаною Черкашиною), (Харків)
- 2015 — перформанс «Люди. 46»[13][14] (у співавторстві з Ігорем Ключником, Марією Бораковською, Оксаною Черкашиною), (Харків)
- 2016 — перформативна інсталяція «GamePlay» в рамках 24-годинного арт-проекту «DŁUGI OBIEG / LONG CYCLE» в Stary Theater (у співавторстві з Марчіном Цецко), (Польща, Краків)
- 2016 — соціально-театральний проект-дослідження зон толерантності міжрелігійного діалогу в сучасному соціумі. Підсумком дослідження став перформанс «Опоситорум» Шляхи/Перетини»[15][16] Простір першого Центру сучасного мистецтва «ЄрміловЦентр» (Харків)
- 2016 — перформанс «365»[17](у співавторстві з Ігорем Ключником, Марією Бораковською, Олександром Кривошеєвим, Ольгою Спащенко), (Харків)
- 2016 — перформативна вистава «Молоток у роті»[18][19][20] за творами Даниїла Хармса (у співавторстві з Артемом Вусиком), (Харків)
- 2016 — вуличний перформанс-акція «Бережи свій сад»[21] (у співавторстві з Ігорем Ключником, Марією Бораковською, Олександром Кривошеєвим, Ольгою Спащенко, Ніною Хіжною, Андрієм Ванєєвим, Артемом Вусиком), (Івано-Франківськ)
- 2017 — вистава «Шахтарі-художники»[22] за п'єсою Лі Голла. Проєкт створено на базі театру «ТАМіЯ», за підтримки «British Council in Ukraine», спільно з Харківським театром для дітей і юнацтва, за участю «Minin project» (у співавторстві з Оленою Авдєєвою, Вікторією Захарченко, Юрієм Штайдою, Анною Брагіною), (Харків)
- 2017 — перформанс «Термін придатності до 28.04.2017» (у співавторстві з Ігорем Ключником, Марією Бораковською), (Харків)
- 2017 — перформанс «Напівпорожні/Напівповні»[23] (у співавторстві з Олександром Кривошеєвим та Ольгою Спащенко), (Харків)
- 2017 — «Перформанс №Я»[24][25] (у співавторстві з Ігорем Ключником, Андрієм Ванєєвим, Олександром Кривошеєвим, Ольгою Спащенко), (м. Харків)
- 2017 — вистава для всієї родини «Різдвяна історія»[26][27]. Інсценізація у співавтостві з Оксаною Данчук за повістю Ч. Діккенса «Різдвяна пісня в прозі» (Львівський академічний драматичний театр ім. Л. Українки, Львів)
- 2017 — вистава «Сімейна» на базі Незалежного харківського професійного аматорського театру «Дуже відомий театр» (у співавторстві з Артемом Вусиком), (Харків)
- 2018 — короткометражний документальний фільм Перта Армяновського «Гірчиця в садах»: Сіра зона пам'яті, про спробу повернення до дому, який змінився вже назавжди, в якому Олена Апчел є головною героїнею та співавторкою[28][29][30][31][32][33]
  - Фільм переміг у номінації «DOCU/КОРОТКО», отримав спеціальну відзнаку міжнародного журі, а також нагороду Андрія Матросова на Docudays UA (2018)[34] та головну нагороду на II Бієнале молодого мистецтва (2019)[35][36]
- 2018 — постдокументальна вистава «Горизонт 200», яка стала підсумком міждисциплінарного дослідження теми шахтарства в Україні. Олена Апчел є режисеркою вистави, авторкою пісень, разом з Олександрою Малацковською — співавторкою музики, з Оксаною Данчук — співавторкою драматургії, з Олексієм Хорошко — співавторкою сценографії, з Діаною Янчук — співавторкою костюмів[37][38][39][40][41][42].
  - Постановка здійснена за підтримки Українського культурного фонду в рамках «Остання неділя серпня — міждисциплінарний проект через призму шахтарства», в партнерстві з Міжнародним фондом «Відродження», Мистецькою Майстернею «Драбина», Мистецькою радою «Діалог», Львівською міською радою. Вистава потрапила у лонг-лист ІІ Всеукраїнського театрального Фестивалю-Премії «ГРА» в номінації «Краща пошуково-експериментальна вистава»[43]. Також вистава була представлена на театрально-урбаністичному фестивалі «Parade-fest» у місті Харків[44][45][46]
- 2019 — вистава «Więzi»/«Пов'язь» на підставі власних автобіографічних свідчень і щоденників. Драматургія у свівавторстві з Ярославом Муравським і Михалом Бушевічем. Teatrze Wybrzeże/Театр Вебжеже (Польща, м. Гданськ)[47][48][49][50][51][52][53][54][55][56][57]
  - Вистава отримала приз за «Найкращий режисерський дебют» на Фестивалі Прем'єр «Не/Присутні» / Festiwalu Prapremier w Bydgoszczy «Nie/Obecny»[58] (Польща, м. Бидгощ). Також вистава «Więzi» взяла участь у XIII Театральних зустрічах «Близькі Незнайомі» / Spotkania Teatralne «Bliscy Nieznajomi» (Польща, м. Познань)
- 2019 — перформативне читання п'єси «Нюрнберг» Войцеха Томчика в перекладі Лариси Андрієвської за підтримки 'Польського інституту у Києві[59][60], Львівський академічний драматичний театр ім. Л. Українки (м. Львів)
- 2020 — вистава «Родина патологоанатома Людмили» драматургія у співавторстві з Павлом Ар'є, Київський академічний театр «Золоті ворота»[61][62][63]
  - Вистава потрапила до лонг-листа IV Всеукраїнського театрального Фестивалю-Премії «ГРА» у номінації «Найкраща вистава камерної сцени»[64]
- 2020 — всеукраїнський документальний медіа-проєкт «МИ» на основі реальних історій під час пандемії COVID-19, створенний у співавторстві із Сашком Брамою[65][66]
- 2020 — перформативне читання п'єси «Людина-подушка» Мартіна МакДони у Київському Малому театрі під час видавничо-театральної серії подій «Книжка на сцені»[67]
- 2021 — аудіо-прогулянка «Звук безпечного дотику» Дотик. Безпека. Українська драматургія – інтервактивний перформативно-урбаністичний проєкт про екзистенційну та світоглядну трансформацію, спричинену пандемією, реалізовано у співпраці з Українським інститутом у Києві та муніципалітетом Вроцлава під почесним патронатом мера Вроцлава Яцека Сутрика (Польща, м. Вроцлав)[68][69][70].
  - Аудіо-прогулянка стала частиною проєкту Інституту театру ім. Збіґнєва Рашевського та Лабораторії транскультурних досліджень театру і драми у посткомуністичній Європі «І знову пролог? Посттравматична драма і театр у Центральній, Східній та Південно-Східній Європі у світлі системної трансформації (1989/1991-2020)»
- 2021 — короткометражний фільм Поліни Бєляєвої «Marzanna», в якому Олена Апчел є головною героїнею та співавторкою (Польща, м. Варшава)[71]
- 2021 — вистава «Kreszany»/«Крешани». Драматургія вистави створена у співавторстві з Ольгою Мацюпою та і Wojtkiem Zrałek-Kossakowskim. Teatr Zagłębia / Заглембя w Sosnowcu (Польща, м. Сосновець). Прем'єра вистави відбулася на Міжнародному театральному фестивалі «Божественна комедія» / «Boska Komedia»[72][73][74][75][73]
  - У 2023 році вистава «Kreszany» була представлена на «Malta Festiwal» у м. Познань[74][76]. Виставу було номіновано до 28-го Національного конкурсу польського сучасного мистецтва
- 2022 — авторка короткометражного фільму «Jakie czasy tworzą mnie»' (текст: Paweł Banaszczyk, виконавець головної ролі: Maciej «Gąsiu» Gośniowski) (Польща, м. Варшава)
- 2022 — співавторка групової п'єси про потойбічну декомунізацію «Наркомати» (у співавторстві з Олег Каданов, Анастасія Косодій, Юрій Андрухович, Юля Гончар, Ніна Захоженко, Наталка Блок, Остап Українець, Ден Гуменний, Ігор Білиць, Максим Курочкін, Павло Юров, Андрій Ульяненко), Харківський театр «Публіцист»[77][78][79]
- 2022 — соціальний проект «Słownik (Vocabulary_Словарь_Словник). Відкритий стіл про міграцію», створений у співавторстві та реалізований у співкураторстві з Юлією Крівіч. Міжнародний центр культури «Nowy Teatr» (Польща, м. Варшава)[80][81]
- 2022 — соціальний проект для людей з досвідом міграції «NOWI SĄSIEDZI / НОВІ СУСІДИ» створений у співавторстві та реалізований у співкураторстві з Хеленою Шьвєгоцкою. Міжнародний центр культури «Nowy Teatr» (Польща, м. Варшава[82]
- 2023 — церемонія відкриття Представництва Українського інституту в Німеччині, Берлінський культурний центр Kulturbrauerei (Німеччина, м. Берлін)[83][84]
- 2023 — сценічне читання тексту «Варвари цибулевої масті» Катерини Пєнькової в рамках проєкту «While History Writes Itself» / «Поки історія пише себе», Maxim Gorki Theater (Німеччина, м. Берлін)[85]
- 2024 — поетичний вечір-концерт «Усі вірші» Сергія Жадана (Київський Палац Спорту) [86]

## Кураторські роботи, фестивальна діяльність, участь у мистецьких лабораторіях та стажування
Учасниця програм лабораторій та дискусій різних фестивалів сучасного мистецтва: Мультидисциплінарний міжнародний фестиваль сучасного мистецтва «GogolFest», «Тиждень актуальної п'єси», «Лабораторія Сучасної драматургії» у ЦСМ «Дах», «ДрамПортал» у КАМТМ «Сузір'я» (м. Київ), фестиваль сучасної драматургії «Драма UA» (м. Львів), Міжнародний театральний фестиваль «Мельпомена Таврії» (м. Херсон), Міжнародний фестиваль античного мистецтва «Боспорські агони» (АРКрим), мульти-фестивалб «5 Озер» (Харківська обл.), Лабораторія практиків документального театру «Свідок на сцені» в рамках програми «Маска Плюс» театрального фестивалю «Золота маска» (м. Москва), фреш-фестиваль сучасного театру «Я і Села Брук», Фестиваль-лабораторія «АртТЮЗарТ» (м. Харків), Kaliskie Spotkania Teatralne (м. Каліш), Festiwal Konfrontacje Teatralne (м. Люблін), Міжнародний театраьний фестиваль «Boska Komedia» (м. Краків), Театральні зустрічі «Bliscy Nieznajomi» (м. Познань), Театрально-урбаністичний фестиваль «Parade-fest» (м. Харків), шоукейс «Generation After» (м. Варшава), Міжнародний театральний фестиваль «Nowa Europa» (м. Варшава), «Malta Festiwal» (м. Познань), «Nebenan / Поруч», Independent Art from Ukraine (м. Дрезден), Міжнародний фестиваль «Athens Epidaurus Festival» (м. Афіни) тощо.
Співрежисерка, співавторка та кураторка міських, регіональних, всеукраїнських, міжнародних фестивалів, концертів та інших заходів.
З 2009 по 2013 як сценаристка і режисерка Палацу студентів Національного юридичного університету імені Ярослава Мудрого втілила:
- Міжнародний фестиваль фантастики Зоряний міст у 2009, 2010, 2012 роках,
- Міжнародний дитячий телевізійний фестиваль Дитятко у 2010 та 2012 роках,
- Міжнародний фестиваль короткометражних фільмів «Харківський бузок» у 2012 та 2013 роках, та інші.

З 2008 року по 2014 рік реалізувала низку фестивалів і конкурсів у статусі головної режисерки Центру підтримки та розвитку культури, туризму, фестивальних та конкурсних програм «ЛАУКАРАЗ»:
- 2009—2014 Міжнародний фестиваль-конкурс дитячої та юнацької творчості «Вікно в Європу»;
- 2008—2014 Хореографічний турнір «Dance life»;
- 2009—2014 Міжнародний фестиваль-конкурс «Золоте кільце»;
- 2009—2014 Конкурс театрів мод молодих модельєрів і дизайнерів «Золотий наперсток»;
- 2010—2014 Вокальний турнір «Голос майбутнього»;
- 2010—2014 Конкурс декоративно-прикладного мистецтва і народної творчості «Весняні фантазії»;
- 2009—2014 Конкурс дитячих, юнацьких і молодіжних театральних колективів «Морська перлина»;
- 2009—2014 Фестиваль-конкурс дитячої, юнацької та молодіжної творчості «Море кличе, хвиля співає..!»;
- 2009—2014 Хореографічний проєкт «STEP BY STEP»;
- 2009—2014 Фестиваль-конкурс вокальних ансамблів і хорових колективів «Співзвуччя Азову»;
- 2009—2014 Дитячо-юнацька фольклорна академія «Іван Купала».

З 2009 по 2012 рр. була арт-директоркою, сценаристкою та режисеркою студії пісочної анімації Дар'ї Пушанкіної «Перший Промінь» (м. Харків).
В 2011 р. працювала арт-директоркою Туристичної компанії «S-TRAVEL» (м. Харків).
В 2014-2015 рр. як співавторка створювала інтелектуально-ігровий проєкт «Quest Dom» (м. Харків).
2014—2015 учасниця освітніх проектів EEPAP (East European Performing Arts Platform), Міжнародна лабораторія для режисерів і драматургів «DESANT» від східно-європейської асоціації перформативних практик:
- Міжнародна літня школа «Режисер — драматург — „dramaturge“: Формування ідеї» / «Director-playwright-dramaturg: creating the message». Спільний проєкт з Громадською організацією «Театральна платформа» (м. Київ / с. Плюти)
- Міжнародні театральні майстер-класи «Навіщо думати?» / «Why do we need to think?». Спільний проект з Першою сценою сучасної драматургії «Драма.UA». (м. Львів)
- Міжнародна літня театральна лабораторія «Герой. Героїня. Геройство» / «A Hero. A Heroine. Heroism». Спільний проект з «Театром порозуміння: дискусійна платформа Півдня України на базі документального театру» (Херсонське обласне відділення Соціологічної асоціації України/ХОО САУ). (с. Геройске — с. Покровка — м. Херсон)
- Міжнародна театральна лабораторія «Тиск — пригнічення — емансіпація» / «Pressure — oppression — emancipation». Проєкт реалізовано в рамках міжнародного фестивалю Театральні Конфронтації / Konfrontacje Teatralne, за співпрацею Люблінського Центру Культури. (м. Люблін)
- Міжнародна театральна лабораторія «Повторення» / «Repeating». Спільний проект з ГО «Творче об'єднання Art-Тема» (м. Прилуки), двір Тарновських, с. Качанівка (Чернігівська область)

2016 учасниця Польсько-українського перформативного проекту «Мапи страху/Мапи ідентичності» / «Maps of Fear/Maps of Identity» (Організатор: Об'єднання практиків культури / Stowarzyszenie Praktyków Kultury (SPK) (м. Варшава). Спільно з Міністерством культури і національної спадщини Республіки Польща та EEPAP (East European Performing Arts Platform) (м. Львів-Харків)
2016 учасниця міжнародного драматургічного проекту «Time Capsule» (Організатор: Йоана Класс, Інститут Адама Міцкевіча (Adam Mickiewicz Institute) за підтримки Варшавскої Bauhaus Foundation і Варшавського простору художнього інкубатора «Curie City» (Польща, м. Вроцлав)
2016 — стажування в Teatr Powszechny im. Zygmunta Hübnera (Польща, м. Варшава)
2016 — стажування в Teatr im. Ludwika Solskiego (Польща, м. Тарнув). Консультантка режисерсько-постановочної групи вистави «Лабіринти. Бог. Честь. Еміграція»
2016-2019 — стажування в Teatr Wybrzeże (Польща, м. Гданськ)
2016 — співкураторка події DZIEŃ DOBROCZYNNOŚCI від організації Товариство Друзів України / Towarzystwо Przyjaciуł Ukrainy w Warszawie, Будинок Культури / Domu Kultury Śrуdmieście (м. Варшава)
2019 — авторка і співорганізаторка всеукраїнської мистецько-театральної події «Театральні вихідні» (м. Львів)
2020 — учасниця та співкоординаторка проєкту-лабораторії, націленої на дослідження творчого потенціалу обмежень, які виникли у театрі у зв’язку з пандемією COVID-19: «Безпечний театр: лабораторія нових правил гри». На базі Parade-fest та незалежного театру «Нєфть» (м. Харків)
2023 — авторка і кураторка трансдисциплінарної програми «10 зустрічей|10 Treffen» в рамках театрального фестивалю Theatertreffen (Berliner Festspiele), дві з яких «Responsibility Treffen» і «Herstory Treffen» були присвячені Україні, завдяки партнерській підтримці Федерального агентства з питань громадянської освіти/Bundeszentrale für politische Bildung/bpb (Німеччина, м. Берлін).
Під час десятиденної програми фестивалю за кураторством Олени Апчел, було представлено:
- 7 перформансів: «Bunker Cabaret» (Hooligan Art Community), «Cyber Elf» (Magda Szpecht), «PUTINPROZESS» (Theater Der Keller), «ЛЮТИЙ | FebrUaRY» (Театр Варта), «Czuję do Ciebie miętę» (Театр Zagłębie), «Odbicia» (Anna Steller), «Living Canvas» (Cultural Workers Studio)
- 2 відео-інсталяції «Узбережжя» (Микола Рідний), «24.RECONSTRUCTION» (Любов Слюсарева)
- презентовано виставку воєнного плакату «Poster exhibition — War on distance», створену у співпраці з Українським Інститутом
- проведено 4 публічні мистецько-політичні дискусії: «Postcolonialism in Ukrainian Culture», «Legacy of appropriation», «Struggle for Existing and Solidarity», «Women at War»

2023 — експертка Афінського Фестивалю «Athens Epidaurus Festival» в рамках шоукейсу сучасного грецького перформативного мистецтва «grape – Greek Agora of Performance» (м. Афіни, Греція)

## Дослідницька, лекторська і модераторська діяльність
- 2009 р. — авторка дискусії «Вербатім як спосіб пошуку форми театральної мови». В рамках експериментальної роботи VII фестивалю недержавних театрів «Курбалесія» (м. Харків)
- 2014 р. — авторка дискусійної платформи «Фундаментація. Моральні наративи і самоорганізація» в рамках громадянського руху за оптимізацію сучасного соціально-культурного простору
- 2015 р. — театральний тренінг «00:00» (перехід через часовий рубіж, рівний переродження), в рамках фестивалю-лабораторії «АртТЮЗарТ», програма «Ночі з АртТЮЗарт», (у співавторстві з Розою Саркісян)
- 2015 р. — психофізичний акторський динамічний тренінг «В очі» — занурення в дефіцитні стану, в рамках Фреш-фестивалю сучасного театру «Я і Села Брук», простір першого Центру сучасного мистецтва ЕрміловЦентр, (у співавторстві з Розою Саркісян)
- 2015—2019 р. — акторський-режисерський інтенсив «Цілісний перформер», акторський-режисерський інтенсив «Весняне пробудження», акторсько-драматургічний інтенсив «Авторський театр та театр Абсурду», акторський інтенсив про перформативні практики роботи актора з субособистостями «Багато мене» на базі Школи акторської майстерності «ТЕСТО» та інші
- 2016 р. — авторка циклу лекцій про історію театру в рамках освітнього проекту «art classes» \ Театр. Музика. Архітектура в кіно в незалежній галереї сучасного мистецтва COME IN (м. Харків)[87][88][89][90]
- 2017 р. — модераторка і лекторка першої відкритої дискусійної зустрічі фреш-фестивалю «Я і Села Брук» — «Хто кому хто. Українські театри» (м. Харків)
- 2017 р. — авторка відео-лекції «Про перформанс» (Незалежна галерея сучасного мистецтва COME IN, м. Харків)
- 2018 р. — авторка публічної лекції «Місце перформансу у контексті модерної культури другої пол. XX — поч. XXI ст.» на Franko Art Fest Львівського національного університету імені Івана Франка (м. Львів)
- 2019 р. — авторка відкритої лекцій: «Перформанс: Любити/Не Любити. Витоки і розвиток перформансу у світовому контексті» в рамках освітньої програми з сучасного театру «the black box», Jam Factory Art Center (м. Львів)[91][92]
- 2019 р. — авторка лекції «Критичне мислення і плюралістична метапозиція як фундаментальний базис сучасного митця» в рамках інтенсивного освітнього курсу для спеціалістів у сфері кіно та телебачення Сінема Хаб (м. Харків)
- 2019 р. — авторка лекції-презентації «Особливості практики інклюзивного театру в Польщі та Україні», в рамках соціально-мистецького проекту національної співпраці «Простір можливостей» (м. Полтава)
- 2019 р. — авторка акторсько-режисерської лабораторії «Техніки та інструменти театру соціальної дії», Івано-Франківський національний академічний драматичний театр ім. Івана Франка (м. Івано-Франківськ)
- 2020 р. — тренерка онлайн-марафону, присвяченого адаптативним мистецьким практикам під час карантину від Школи акторської майстерності «ТЕСТО»
- 2020 р. — лекторка проєкту про документальне мистецтво для підлітків з усієї Україні у проєкті «Осінь на Плутоні 2.0» по створенню короткометражних документальних фільмів про своїх дідусів та бабусь[93][94][95]
- 2020 р. — учасниця і експертка Міжнародної наукової онлайн-конференції «Глобальні виклики. Досвід Центральної та Східної Європи». Тема доповіді «Критичне мистецтво та культурно-цивілізаційна трансформація». Науково-дослідницький центр «Інститут досліджень української діаспори імені професора Любомира Винара» Національного університету «Острозька академія». Науково коло докторантів «Ucrainica», (Польща)
- 2020 р. — учасниця, експертка і авторка панельної дискусії «Тіло / Пам'ять / Історія» / «Ciało / Pamięć / Historia» в рамках Міжнародного театрального фестивалю «Ретроспективи 2020» / «Retroperspektywy 2020». Театр CHOREA / Fabryka Sztuki (м. Лодзь)[96][97]
- 2021 р. — авторка відкритої лекції «Екологічний діалог поколінь в театрі» в рамках проєкту «Генераторія» від театру «Нафта» (м. Харків)[98]
- 2021 р. — авторка лекції-презентації «Документальний та постдокументальний театр. Ознаки трансформації» в рамках онлайн фестивалю «Театр на кордонах» 2021 «Сила особистих історій для соціальних змін»[99]
- 2021 p. — учасниця та експертка вебінару «Насильство: старі/нові травми» в рамках проекту «І знову пролог? Посттравматична драма і театр у Центральній, Східній та Південно-Східній Європі…»/ «I znów prolog? Posttraumatyczny dramat i teatr w Europie Środkowej, Wschodniej i Południowo-Wschodniej…» (Польща, м. Вроцлав)[100]
- 2022 p. — учасниця та експертка публічної дискусії, присвяченій наслідкам повномасштабного вторгнення російських військ в Україну на восьмому році війни Росії проти України, в рамках 59 театрального дискусійного клубу, присвяченого виставі «Więzi» (м. Гданськ, Польща)
- 2022 p. — учасниця та експертка публічної дискусії «Języczni. Co język robi naszej głowie» / «Мовні. Що мова робить з нашими головами», з Jagoda Ratajczak та Justyna Suchecka в рамках події Targi Książki w Warszawie 2022 (м. Варшава, Польща)[101]
- 2022 p. — співорганізаторка події «Великодній сніданок» разом з Українським Домом у Варшаві та Фондом «Наш вибір», Nowy Teatr (Польща, м. Варшава)[102]
- 2022 p. — експертка публічної дискусії в рамках XIV Польського Жіночого Конгресу «Moc Jest w Nas! Kobiety na rzecz pokoju, równości, klimatu i demokracji» (м. Вроцлав, Польща)
- 2022 p. — спікерка VIII Бельгійського Жіночого Конгресу в Європарламенті міста Брюссель, присвяченого феміністичній Україні: «Феміністична Україна: нове геополітичне сестринство» (м. Брюссель, Бельгія)[103]
- 2022 p. — кураторка події «Charków 2022», присвяченій Харкову і руйнації, якої зазнало місто з початку повномасштабного вторгнення на восьмому році війни росії проти України, Dom Spotkań z Historią (DSH) (м. Варшава)[104]
- 2023 р. — учасниця і експертка публічної дискусії «Ukraina i Europa wzajemne zbliżenia, różne perspektywy widzenia» / «Взаємне зближення України та Європи, різні перспективи» в рамках освітніх проєктів UTP (Університет трьох поколінь) при Humbolt University у Берліні, у співпраці з European Viadrina University, за підтримки Польсько-німецького наукового фонду, Федерального культурного фонду BKM, Фонду польсько-німецької співпраці[105]
- 2023 р. — авторка лекції-презентації «Values, Independence, Identity — Transformations of Ukrainian performing arts through revolutions and war» / «Цінності, незалежність, ідентичність — трансформації українського виконавського мистецтва через революції та війну» в рамках фестивалю «Nebenan / Поруч», Independent Art from Ukraine / Незалежне мистецтво з України. HELLERAU — European Centre for the Arts (м. Дрезден, Німеччина)[106]
- 2023 р. — учасниця публічної дискусії «Говорити інакше. Як змінювати повідомлення з плином часу» в рамках ІІІ Конгресу Культури «UKRAINE! UNMUTED: Україна бере голос» (м. Львів)[107]
- 2023 р. — учасниця публічної дискусії «Соціальна роль та вплив театру під час військових дій на громадян України» в рамках VI Міжнародного театрального конгресу «Театр крокує Європою. Театр. Війна» (м. Київ)[108]
- 2023 р. — учасниця і експертка публічної панельній дискусії про жертв війни та відшкодування за скоєні воєнні злочини «Victims of War — Reparations for War Crimes Committed», з виступом від імені громадської організації «SEMA Ukraine» в рамках міжнародного саміту «W4UA/World For Ukraine Summit» (м. Жешув, Польща)[109][110]
- 2023 р. — учасниця і експертка у складі громадської організації «SEMA Ukraine» проекту-тренінгу «Перша психологічна допомога, травмо-інформований підхід при виявленні випадків та психологічному супроводі постраждалих від пов'язаного з війною насильства, зокрема гендерно зумовленого/сексуального» (м. Ужгород)
- 2023 р. — експертка майстеркласу «Journalism — Darfur Trauma Approach and Murad Code / reporting sexual violence» / «Журналістика — Дарфурський травматичний підхід і Кодекс Мурад / повідомлення про сексуальне насильство», від імені громадської організації SEMA Ukraine, в рамках Першої міжнародної конференції Польського центру допомоги вцілілим в наслідок катувань / First International Conference of the Polish Center for Torture Survivors (м. Лешно, Польща)[111]
- 2023 р. — авторка лекції-презентації «Соціально відповідальне перформативне мистецтво. Чому так, чому ні. Розмова з Апчел» у рамках освітньо-дослідницького проєкту «НАФТАЛАБ» від театру «Нафта» (м. Харків)[112]
- 2023 р. — експертка дискусії «Театр поза сценою. Вихід за межі» в рамках проєкту від Харківського ЛітМузею «П'яти Харків. Війна. Театр дій» (м. Харків)[113]
- 2023 р. — експертка стипендіальної програми імені Антонена Арто, заснованої фондом proto produkciia в партнерстві з лабораторією сучасної опери Opera aperta.
- 2024 р. — експертка журі премії Womеn in Arts Award. The Resistance - незалежної премії, заснованої у 2019 році Українським інститутом та ООН Жінки в Україні у рамках руху солідарності за ґендерну рівність HeForShe (м. Київ)

## Наукові публікації
1. «Документальний театр у контексті сучасної культури» — дисертація канд. мистецтвознавства: 26.00.01, Харків. держ. акад. культури. — Харків, 2014
2. Апчел О. А. Вплив елементів «Театру. Doc» на сучасний театр масових дій / О. А. Апчел // Культура та інформаційне суспільство XXI століття: матеріали всеукр. наук.-теорет. конф. молодих учених, 24-25 квітня 2008 р. — Х. : ХДАК, 2008. — С. 204—205.
3. Апчел О. А. Документальність у театрі як пошук нової мови спілкування з глядачем у сучасній експериментальній режисурі / О. А. Апчел // Культура та інформаційне суспільство XXI століття: матеріали всеукр. наук.-теорет. конф. молодих учених, 23-24 квітня 2009 р. — Х. : ХДАК, 2009. — С. 191.
4. Апчел О. А. Особливості тем і художні принципи документального театру / О. А. Апчел // Вісник Харківської держ. акад. дизайну і мистецтв: зб. наук. пр. / за ред.. Даниленка В. Я. — Х. : ХДАМ, 2011. — № 4. — С. 178—182. (Серія «Мистецтвознавство»)
5. Апчел О. А. Документальний театр у театральній культурі пострадянського простору, зокрема сучасної України / О. А. Апчел // Культура України: зб. наук. пр. / Харків. держ. акад. культури. — Х. : ХДАК. — Вип. 33. — 2011. — С. 213—222.
6. Апчел О. А. Перші прояви документального театру у творчості Ервіна Піскатора / О. А. Апчел // Сучасна освіта і наука в Україні: традиції та новації: матеріали XI всеукраїнської науково-практичної заочної конференції, 27-29 жовтня 2011 р. / Всеукраїнське громадське об'єднання «Нова Освіта» — Х. : 2011. — С. 68-70.
7. Апчел О. А. «Нова драма» — головне джерело матеріалу сучасного документального театру / О. А. Апчел // Культура та інформаційне суспільство XXI століття: матеріали всеукр. наук.-теорет. конф. молодих учених, 21-22 квітня 2011 р. — Х. : ХДАК, 2011. — С. 147.
8. Апчел О. А. Розвиток документального театру в СРСР / О. А. Апчел // Наука и прогресс: материалы Междунар. науч. конф., 26 янв. 2012. — К. : НАИРИ, 2012. — С. 26-31.
9. Апчел О. А. Використання елементів документального театру на шляху до формування соціально-національної самоідентифікації / О. А. Апчел // Культура та інформаційне суспільство XXI століття: матеріали всеукр. наук.-теорет. конф. молодих учених, 19-20 квітня 2012 р. — Х. : ХДАК, 2012. — С. 237.
10. Апчел О. А. Документальний театр у сучасній експериментальній театральній режисурі / О. А. Апчел // Rozwoj nauk humanistycznych: materialy miedzynarodowej naukowi-praktycznej konferencji (27.02.2012-29.02.2012). — Poznań : Sp. Z o. o. Diamond trading tour, 2012. — Czesc 1. — S. 59-61.
11. Апчел Е. А. Документальность в современном театре массовых форм / Е. А. Апчел // Праздничная культура России: традиции и современность: материалы всеросс. с международ. участ. научно-практич. конф. 15-16 марта 2012 / Орловский гос. ин-т. искусств и культуры. — Орел: Горизонт, 2012. — С. 67-70.
12. Апчел О. А. Передумови і виникнення радянського документального театру у XX ст. / О. А. Апчел // Культура України: зб. наук. пр. / Харків. держ. акад. культури. — Х. : ХДАК. — Вип. 37. — 2012. — С. 203—214.
13. Апчел О. А. Документальний театр як вид сучасної постдраматичної театральної культури / О. А. Апчел // Українська культура: минуле, сучасне, шляхи розвитку: зб. наук. праць: наук. зап. Рівненського державного гуманітарного університету. У 2-х т. — Рівне: РДГУ — Вип. 18. — 2012. — Т. 1. — С. 199—244.
14. Апчел О. А. Посткласичні тенденції взаємодії культури, соціуму та мистецтва на прикладі документального театру / О. А. Апчел // Культура та інформаційне суспільство XXI століття: матеріали всеукр. наук.-теорет. конф. молодих учених, 18-19 квітня 2013 р. — Х. : ХДАК, 2013. — С. 9-10.
15. Апчел О. А. Читання як особлива художня форма презентація текстів в документальному театрі / Actual problems of science and education: materials of the ninth international research and practice conference, 20-21 January 2013 / Scientific journal «Aspect». — Donetsk: «Tsyfrovaya tipografia» Ltd, 2013. — S. 6-8.
16. Апчел О. А. Вплив сучасної процесуальної художньої культури на принципи документального театру / О. А. Апчел // Teoretyczne i praktyczne innowacje naukowe: zbior raportow naukowych (29.01.2013 — 31.01.2013). — Krakow: Sp. Z o. o. Diamond trading tour, 2013. — Czesc 1. — Str. 66-69.
17. Апчел О. А. Трансформація художніх принципів класичного театру в експериментах сучасного документального театру / О. А. Апчел // Хореографічна та театральна культура України: педагогічні та мистецькі виміри: матеріали всеукр. наук.-практич. конф., 18-19 квітня 2013 р. — К. : КНУКіМ, 2013. — С. 55-59.
18. Апчел О. А. Міждисциплінарний характер дослідження документального театру як явища сучасної культури / О. А. Апчел // Художня культура. Актуальні проблеми / Ін-т проблем сучас. мистец. НАМ України. — К. : Фенікс. — Вип. 9. — 2013. — С. 123—131.
19. Апчел Е. А. Процессуальность художественных принципов и форм современного документального театра / Е. А. Апчел // Наука. Искусство. Культура: научный рецензируемый журнал / Белгородский государственный институт искусств и культуры. — Белгород: БГИКИ. — Вип. 2. — 2013. — С. 125-13.
20. Apczel O. Społeczne i edukacyjne projekty towarzyszące w teatrze. Nowoczesne praktyki teatru interkulturowego i sztuk performatywnych w wybranych teatrach w Warszawie / Akademia Teatralna im. A. Zelwerowicza — Warszawa, 2021
21. Apczel O. …pamiętam, że zapytano mnie o ukraiński teatr i o to, jak został zmieniony przez wojnę / O.A.Apczel // e-teatr.pl[114]
22. Апчел О. А. Про український театр і про те, як його змінила війна / О. А. Апчел // Лівий Берег _ LB.ua[115]
23. Apchel O. Transformationen der zeitgenössischen darstellenden Kunst in der Ukraine durch Revolution und Krieg / O.Apchel // Theater heute 1/2024[116]

## Інтерв'ю
- «Кочівники українського театру: між Львовом та Харковом». 23.01.2018. Марина Верещака / «Люк»[117]
- Апчел і Саркісян: «Ми навіть не будемо повертати гроші за квитки». 13.07.2018. Євгенія Нестерович / Zbruc[118]
- «Чи існує безпечне творче середовище?». 19.03.2019. Маргарита Підлужна / Zbruc[119]
- «Без „плюсів“ і драми». 31.03.2020. Олександра Зубрихіна / Zbruc[120]
- «Ukraińskie artystki: Krzyczymy o wojnie». 07.03.2022. Michał Centkowski / Vogue Polska[121]
- «Gniew Ukrainki. „Unia Europejska demonstruje, że jest fejkiem“». 11.03.2022. Barbara Kwiatkowska / Wirtualna Polska Holding S.A.[122]
- «Oczywiście, że Rosjanie odejdą. Zwyciężymy, tylko jakim strasznym kosztem». 15.05.2022. Sławomir Zagórski / OKO.press[123]
- «Każda Ukrainka ma swój front, na którym dokonuje wyczynów. Dla wielu z nich jest to front wojenny». 25.06.2022. Arkadiusz Gruszczyński / Wysokieobcasy[124]
- «Wojna i sztuka. Olena Apczel w Radiu Kraków Kultura». 24.08.2022. Justyna Nowicka / Radiо Kraków Kultura[125]
- «Feministyczna Ukraina — rozmowa z Oleną Apczel». 16.11.2022. Anna Kiejna / Gazetka[126]
- «Wojna oczami Oleny Apczel». 10.07.2023. Joanna Tarasińska / Instytut im. Jerzego Grotowskiego[127]
- «Smashing Wor(l)ds Podcast: W Ukrainie». 01.05.2023 / The Other Space Foundation[128]
- «Я злюсь на тих, для кого війна триває два роки. Водночас радію, бо вісім років вони дихали вільним повітрям». 18.12.2023. Наталія Жуковська / Sestry[129]
- «Jestem zła na tych, dla których wojna trwa „już dwa lata“. Jednocześnie jestem szczęśliwa, ponieważ od ośmiu lat oddychają wolnym powietrzem. 18.12.2023. Natalia Żukowska / Sestry[130]
- «Сміх та гріх» з Оленою Апчел (Радіо Накипіло, 17 червня 2024)
- Я з Донеччини. Я в СОУ — відверта сповідь Олени Апчел про війну і любов до України (SLAWA LIFE, 14 квітня 2025)
- Щеплення від автократії або як ми вкотре вибираємо недосконалу, але демократію «Ґвара Медіа», 24 липня 2025

## Посиланя
1. ↑  сайт театру (ua) . google. 11 червня 2014. Архів оригіналу за 4 квітня 2018. Процитовано 2018-1-17.
2. ↑  сайт театру (ua) . Google. 03 квітня 2018. Архів оригіналу за 4 квітня 2018. Процитовано 2018-1-17.
3. ↑  Выпускная вечеринка, Декабрь 2016 (ua) . вечеринка. 11 червня 2014. Процитовано 2018-1-17.
4. ↑  Выпускная вечеринка, Апрель 2016 (ua) . выпускной. 11 червня 2014. Процитовано 2018-1-17.
5. ↑  Школа актерского мастерства ТЕСТО (ua) . школа ТЕСТО. 15 серпня 2015. Архів оригіналу за 4 квітня 2018. Процитовано 2018-1-17.
6. ↑  Дуже Відомий Театр (ua) . ОИТ. 10 ,thtpyz 2017. Процитовано 9 грудня 2019.
7. ↑  Поповнення в команді театру Лесі (ua) . http://teatrlesi.lviv.ua/. 12 вересня 2017. Архів оригіналу за 1 квітня 2018. Процитовано 2018-1-17. {{cite web}}: Зовнішнє посилання в |publisher= (довідка)
8. 1 2  УП 100. Поза межами можливого — Українська правда. Українська правда. 2024. Архів оригіналу за 7 січня 2025. Процитовано 1 лютого 2025. {{cite web}}: Недійсний |мертвий-url=dead (довідка)
9. ↑  Большакова, Анастасія (21 листопада 2024). Лідери УП 100: відзначили 18 дієвців культури. Українська правда: Життя. Архів оригіналу за 26 листопада 2024. Процитовано 1 лютого 2025. {{cite web}}: Недійсний |мертвий-url=dead (довідка)
10. ↑  Апчел, Олена (21 листопада 2024). Полюбіть критичне політичне мистецтво. Промова Олени Апчел на нагородженні УП 100. Українська правда: Життя. Архів оригіналу за 31 грудня 2024. Процитовано 1 лютого 2025. {{cite web}}: Недійсний |мертвий-url=dead (довідка)
11. ↑  Приглашение на performance «Важное Оn/Off» – школа актерского мастерства «ТЕСТО» (укр.). YouTube. 11 червня 2014. Архів оригіналу за 23 липня 2021. Процитовано 2018-1-17.
12. ↑  Второй авторский курс (ua) . важное. 11 червня 2014. Процитовано 2018-1-17.
13. ↑  Приглашение на performance «ЛЮДИ.46» (ua) . YouTube. 12 грудня 2015. Процитовано 2018-1-17.
14. ↑  Перформанс «Люди.46». Школа актерского мастерства «ТЕСТО» (ua) . YouTube. 07 лютого 2016. Процитовано 2018-1-17.
15. ↑  ОПОСИТОРУМ/OPOSITORUM. Перформанс/Performance. Елена Апчел/Olena Apchel (ua) . OPOSITORUM. 07 листопада 2018. Процитовано 6 грудня 2019.
16. ↑  Перфоманс «Опоситоріум» відкидає міжрелігійні стереотипи (ua) . ОПОСИТОРУМ. 07 листопада 2018. Архів оригіналу за 4 липня 2017. Процитовано 6 грудня 2019.
17. ↑  Приглашение на перформанс "365" (ua) . 365 перформанс. 30 жовтня 2017. Процитовано 9 грудня 2019.
18. ↑  Перформанс «Молоток во рту», 2016г (ua) . молоток во рту. 30 жовтня 2017. Процитовано 9 грудня 2019.
19. ↑  Приглашение на перформанс "Молоток во рту" (ua) . молоток. 30 жовтня 2017. Процитовано 9 грудня 2019.
20. ↑  Третий авторский курс, выпуск Декабрь 2016 (ua) . курс 3. 30 жовтня 2017. Процитовано 9 грудня 2019.
21. ↑  Уличная акция в Ивано-Франковске, 2016г (ua) . сад. 30 жовтня 2017. Процитовано 9 грудня 2019.
22. ↑  сайт театру (укр.). youтube. 03 березня 2018. Процитовано 2018-1-17.
23. ↑  Перформанс "Наполовину пустые/наполовину полные", 2017г (ua) . наполовину. 30 жовтня 2017. Процитовано 9 грудня 2019.
24. ↑  Приглашение на перформанс "№Я" (ua) . я. 30 жовтня 2017. Процитовано 9 грудня 2019.
25. ↑  Приглашение на перформанс "№Я" v.2 (ua) . номер я. 30 жовтня 2017. Процитовано 9 грудня 2019.
26. ↑  НА СЦЕНІ ТЕАТРУ ЛЕСІ УКРАЇНКИ ВЖЕ ТВОРЯТЬ РІЗДВЯНУ ІСТОРІЮ (ua) .  youtube . 13 червня 2019. Архів оригіналу за 4 грудня 2017. Процитовано 6 грудня 2019.
27. ↑  У Львові поставили «Різдвяну історію» Діккенса для родинного перегляду (ua) .  rizdvyana istoriya . 04 грудня 2017. Архів оригіналу за 15 квітня 2018. Процитовано 6 грудня 2019.
28. ↑  Mustard in the gardens на сайті IMDb (англ.)
29. ↑  https://zbruc.eu/node/84525
30. ↑  http://old.centre7.org.ua/?q=news/2526 [Архівовано 2024-02-26 у Wayback Machine.]
31. ↑  https://filmfreeway.com/Mustardinthegardens
32. ↑  https://uatv.ua/en/docu-days-film-festival-ukrainian-lifestories-times-war/
33. ↑  https://moviegram.com.ua/mustard-in-the-gardens/
34. ↑  https://docudays.ua/2018/news/kino/winners-docudays-ua-2018/
35. ↑  https://antikvar.ua/zhuri-drugoyi-biyenale-molodogo-mystetstva-obralo-peremozhtsiv/
36. ↑  Кабацій, Марія (24 жовтня 2019). Мистецтво країни в стані війни. Оголошено переможців другої Бієнале молодого мистецтва. НВ. Архів оригіналу за 9 грудня 2022. Процитовано 1 лютого 2025. {{cite web}}: Недійсний |мертвий-url=dead (довідка)
37. ↑  Що ти знаєш про вугілля? (ua) . zbruc. 14 грудня 2018. Архів оригіналу за 22 січня 2021. Процитовано 6 грудня 2019.
38. ↑  Горизонт 200 (ua) . goryzont. 07 листопада 2018. Архів оригіналу за 6 грудня 2019. Процитовано 6 грудня 2019.
39. ↑  Театр для тих, хто копає глибше (ua) .  art-area . 03 грудня 2018. Архів оригіналу за 17 вересня 2019. Процитовано 6 грудня 2019.
40. ↑  Боротьба «нутра» з постдокументом (ua) .  tyzhden.ua . 01 березня 2019. Архів оригіналу за 6 грудня 2019. Процитовано 6 грудня 2019.
41. ↑  В «Театрі Лесі» з успіхом пройшла прем’єра нової вистави «Горизонт 200» (ua) .  lemberg-news . 09 листопада 2018. Архів оригіналу за 6 грудня 2019. Процитовано 6 грудня 2019.
42. ↑  Промо-ролик вистави "Горизонт 200" (ua) .  horyzont . 05 листопада 2018. Процитовано 6 грудня 2019.
43. ↑  Лонг-лист ІІ Всеукраїнського театрального Фестивалю-Премії «ГРА» (укр.).  festival . 28 березня 2019. Архів оригіналу за 6 грудня 2019. Процитовано 6 грудня 2019.
44. ↑  parade-fest (ua) .  parade-fest . 10 вересня 2019. Архів оригіналу за 1 березня 2021. Процитовано 6 грудня 2019. [Архівовано 2021-03-01 у Wayback Machine.]
45. ↑  parade-fest Горизонт 200 (ua) .  parade . 20 вересня 2019. Архів оригіналу за 6 грудня 2019. Процитовано 6 грудня 2019.
46. ↑  У Харкові стартувала насичена програма мистецького фестивалю Parade-fest (ua) .  objectiv . 19 вересня 2019. Архів оригіналу за 6 грудня 2019. Процитовано 6 грудня 2019.
47. ↑  WIĘZI w Teatrze Wybrzeże (ua) .  WIĘZI . 06 січня 2019. Архів оригіналу за 12 грудня 2019. Процитовано 12 грудня 2019.
48. ↑  “Więzi” w Teatrze Wybrzeże. Inteligentny, dowcipny spektakl o nas i naszych sąsiadach. RECENZJA (ua) .  RECENZJA . 09 січня 2019. Архів оригіналу за 12 грудня 2019. Процитовано 12 грудня 2019.
49. ↑  Wojna domowa. Michał Centkowski. Newsweek (ua) .  Michał Centkowski. Newsweek . 25 січня 2019. Архів оригіналу за 12 грудня 2019. Процитовано 12 грудня 2019.
50. ↑  Ukraińsko-polska translacja kulturowa, czyli rekonstrukcje i mistyfikacje (ua) .  Wiktoria Formella . 06 лютого 2019. Архів оригіналу за 12 грудня 2019. Процитовано 12 грудня 2019.
51. ↑  Lekcja cudzego języka (ua) .  Zuzanna Berendt . 23 березня 2019. Архів оригіналу за 12 грудня 2019. Процитовано 12 грудня 2019.
52. ↑  Więzi czy więzy. Po premierze w gdańskim Teatrze Wybrzeże (ua) .  Katarzyna Fryc . 10 січня 2019. Архів оригіналу за 12 грудня 2019. Процитовано 12 грудня 2019.
53. ↑  „Więzi” w Starej Aptece. Pięć minut przed prapremierą (ua) .  Katarzyna Korczak . 22 січня 2019. Архів оригіналу за 12 грудня 2019. Процитовано 12 грудня 2019.
54. ↑  Pomiędzy więziami a więzami (ua) .  Magda Mielke . 08 січня 2019. Архів оригіналу за 30 грудня 2020. Процитовано 12 грудня 2019.
55. ↑  Bliscy i obcy - po premierze "Więzi" w Teatrze Wybrzeże (ua) .  Magdalena Raczek . 07 січня 2019. Архів оригіналу за 12 грудня 2019. Процитовано 12 грудня 2019.
56. ↑  Reżyserka Olena Apczel: Najważniejsze, żeby Ukraina w ogóle przetrwała (ua) .  wyborcza . 06 січня 2019. Архів оригіналу за 12 грудня 2019. Процитовано 12 грудня 2019.
57. ↑  Prapremiera „Więzi” według dzienników ukraińskiej reżyserki w Teatrze Wybrzeże (ua) .  Robert Pietrzak . 03 січня 2019. Архів оригіналу за 12 грудня 2019. Процитовано 12 грудня 2019.
58. ↑  Festiwal Prapremier (ua) .  festiwalprapremier . 01 березня 2019. Архів оригіналу за 24 серпня 2015. Процитовано 12 грудня 2019.
59. ↑  НЮРНБЕРГ перформативне читання (укр.).  nyurnberg . 13 червня 2019. Архів оригіналу за 24 січня 2021. Процитовано 6 грудня 2019.
60. ↑  НЮРНБЕРГ (ua) .  ukrainiantheater . 26 липня 2019. Архів оригіналу за 6 грудня 2019. Процитовано 6 грудня 2019. [Архівовано 2019-12-06 у Wayback Machine.]
61. ↑  https://zoloti-vorota.kiev.ua/performance/родина-патологоанатома-людмили/%5Bнедоступне+посилання%5D
62. ↑  https://kyivdaily.com.ua/rodina-patologoanatoma-lyudmili/
63. ↑  https://theatre.com.ua/rodina-patologoanatoma-lyudmili/
64. ↑  https://nstdu.com.ua/festival/longlist-iv-vseukrayinskogo-teatralnogo-festivalyu-premiyi-gra/
65. ↑  https://lyuk.media/behind-city/media-project-we/
66. ↑  https://gluzd.org.ua/articles/karantynne-bozhevillia-tryvaie-komanda-proiektu-my-znimaie-povnometrazhnyi-film-pro-kovid/
67. ↑  «Видавництво Анетти Антоненко». anetta-publishers.com. Архів оригіналу за 7 жовтня 2020. Процитовано 19 жовтня 2020.
68. ↑  https://ui.org.ua/dzwiek/?dram=penkova
69. ↑  https://echo24.tv/nowy-performance-dzwiek-bezpiecznego-dotyku/
70. ↑  Nowy performance. Dźwięk bezpiecznego dotyku. YouTube. Telewizja Echo24. 30 листопада 2021. Процитовано 1 лютого 2025.{{cite web}}:  Обслуговування CS1: Сторінки з параметром url-status, але без параметра archive-url (посилання)
71. ↑  MARZANNA reż. Polina Biliaieva. YouTube. Polina Biliaieva. 24 травня 2023. Процитовано 3 лютого 2024.{{cite web}}:  Обслуговування CS1: Сторінки з параметром url-status, але без параметра archive-url (посилання)
72. ↑  KRESZANY - trailer // TEATR ZAGŁĘBIA. YouTube. Teatr Zagłębia. 28 лютого 2022. Процитовано 3 лютого 2024.{{cite web}}:  Обслуговування CS1: Сторінки з параметром url-status, але без параметра archive-url (посилання)
73. 1 2  https://didaskalia.pl/pl/artykul/kreszany-czyli-o-testowaniu-starychnowych-epistemologii-naplywajacych-ze-wschodu
74. 1 2  https://www.wysokieobcasy.pl/wysokie-obcasy/7,157211,27863818,slowianszczyzna-pozwala-kobietom-na-wscieklosc-a-mezczyznom.html
75. ↑  https://e-teatr.pl/slowianszczyzna-pozwala-kobietom-na-wscieklosc-mezczyznom-na-lzy-19469
76. ↑  https://teatrzaglebia.pl/kreszany-na-festiwalu-malta-w-poznaniu/
77. ↑  https://lyuk.media/city/narkomati/
78. ↑  Котубей-Геруцька, Олеся (21 жовтня 2021). "Встановимо і повалимо пам‘ятник комунізму": вистава театру "Публіцист". Суспільне Культура. Архів оригіналу за 29 січня 2024. Процитовано 3 лютого 2024. {{cite web}}: Недійсний |мертвий-url=dead (довідка)
79. ↑  https://yabl.ua/2021/10/19/vistava-oratoriya-narkomati-skoro-vijde-na-scenu-harkivskogo-teatru-publicist
80. ↑  https://nowyteatr.org/pl/kalendarz/slownik-vocabulary
81. ↑  https://nowyteatr.org/pl/cykle/slownik-vocabulary?setlang=true
82. ↑  https://nowyteatr.org/pl/aktualnosci/nowi-sasiedzi
83. ↑  У Німеччині відкрилося перше представництво Українського інституту за кордоном. YouTube. Ukrinform TV. 30 березня 2023. Процитовано 3 лютого 2024.{{cite web}}:  Обслуговування CS1: Сторінки з параметром url-status, але без параметра archive-url (посилання)
84. ↑  https://de.ui.org.ua/ukrainisches-institut-eroeffnet-sein-erstes-auslandsbuero-in-deutschland/
85. ↑  https://www.gorki.de/en/while-history-writes-itself-premiere
86. ↑  «Усі вірші» Сергія Жадана на Суспільному. Суспільне Мовлення. 25 червня 2024. Архів оригіналу за 26 червня 2024. Процитовано 1 лютого 2025. {{cite web}}: Недійсний |мертвий-url=dead (довідка)
87. ↑  Театр. art classess. YouTube. COME IN art gallery. 14 березня 2015. Процитовано 3 лютого 2024.{{cite web}}:  Обслуговування CS1: Сторінки з параметром url-status, але без параметра archive-url (посилання)
88. ↑  Лекция об античном театре art classess. YouTube. Елена Апчел. 5 травня 2017. Процитовано 3 лютого 2024.{{cite web}}:  Обслуговування CS1: Сторінки з параметром url-status, але без параметра archive-url (посилання)
89. ↑  Театр эпохи Возрождения. YouTube. COME IN art gallery. 29 квітня 2015. Процитовано 3 лютого 2024.{{cite web}}:  Обслуговування CS1: Сторінки з параметром url-status, але без параметра archive-url (посилання)
90. ↑  Лекция "Новый тип театра". Елена Апчел. YouTube. COME IN art gallery. 18 жовтня 2016. Процитовано 3 лютого 2024.{{cite web}}:  Обслуговування CS1: Сторінки з параметром url-status, але без параметра archive-url (посилання)
91. ↑  Любити/не любити | Звідки взявся перфоманс? - Частина 1 - Лекція Олени Апчел. YouTube. Jam Factory Art Center. 22 грудня 2021. Процитовано 3 лютого 2024.{{cite web}}:  Обслуговування CS1: Сторінки з параметром url-status, але без параметра archive-url (посилання)
92. ↑  Любити/не любити | Звідки взявся перфоманс? - Частина 2 - Лекція Олени Апчел. YouTube. Jam Factory Art Center. 22 грудня 2021. Процитовано 3 лютого 2024.{{cite web}}:  Обслуговування CS1: Сторінки з параметром url-status, але без параметра archive-url (посилання)
93. ↑  Морі, Євгеній (9 грудня 2020). Українські підлітки зняли 75 документальних фільмів про своїх бабусь та дідусів. Суспільне Культура. Архів оригіналу за 2 березня 2022. Процитовано 3 лютого 2024. {{cite web}}: Недійсний |мертвий-url=dead (довідка)
94. ↑  UA: КУЛЬТУРА покаже фільм власного виробництва «Бабусю, розкажи про Голодомор». Суспільне: Мовлення. 24 листопада 2020. Архів оригіналу за 28 січня 2024. Процитовано 3 лютого 2024. {{cite web}}: Недійсний |мертвий-url=dead (довідка)
95. ↑  https://localhistory.org.ua/texts/statti/ukrayinski-pidlitki-zniali-korotkometrazhki-pro-svoyikh-babus-ta-didusiv-pokazuiemo-sim-naitsikavishikh/
96. ↑  Festiwal RPS 2020: Panel dyskusyjny "Ciało / Pamięć / Historia" (live stream). YouTube. Teatr CHOREA. 29 серпня 2020. Процитовано 3 лютого 2024.{{cite web}}:  Обслуговування CS1: Сторінки з параметром url-status, але без параметра archive-url (посилання)
97. ↑  https://www.chorea.com.pl/en/news/news/635
98. ↑  Екологічний діалог поколінь в театрі |Лекторка — Олена Апчел|. YouTube. Театр Нафта. 28 серпня 2021. Процитовано 3 лютого 2024.{{cite web}}:  Обслуговування CS1: Сторінки з параметром url-status, але без параметра archive-url (посилання)
99. ↑  Лекція "Документальний та постдокументальний театр. Ознаки трансформації". YouTube. Theatre on Borders. 16 жовтня 2021. Процитовано 3 лютого 2024.{{cite web}}:  Обслуговування CS1: Сторінки з параметром url-status, але без параметра archive-url (посилання)
100. ↑  https://www.instytut-teatralny.pl/2021/10/13/i-znow-prolog-webinar-iii-przemoc-stara-nowa-trauma-y/
101. ↑  https://wyborcza.pl/ksiazki/7,154165,30311397,gdy-strach-i-wstyd-cie-knebluja.html
102. ↑  https://naszwybir.pl/u-varshavi-vidbuvsya-velykodnij-snidanok-uchast-u-nomu-vzyaly-blyzko-1-5-tysyachi-osib-foto/
103. ↑  https://ktm.ukma.edu.ua/index.php/ktm/article/view/265/290
104. ↑  https://dsh.waw.pl/3827-charkow-2022-spotkanie-z-vera-volchek-olena-apchel-i-asia-tsisar,prg
105. ↑  https://utp.berlin/dyskusja-panelowa-ukraina-i-europa-wzajemne-zblizenia-rozne-perspektywy-widzenia
https://www.youtube.com/watch?v=hzBRHkdaUrc&t=1s
106. ↑  https://www.hellerau.org/en/event/olena-apchel/
107. ↑  https://culturecongress.org.ua/congress-2023/schedule/probudzhennya-golosu/
108. ↑  Руденко, Леонід (26 вересня 2023). «Ми ненавидимо не росіян, а огиду і гидоту, які є суцільним злом»: в київському театрі «Золоті ворота» відбувся VI Міжнародний театральний конгрес. Вечірній Київ. Архів оригіналу за 10 вересня 2024. Процитовано 2 березня 2025. {{cite web}}: Недійсний |мертвий-url=dead (довідка)
109. ↑  https://w4ua.com/agenda_item/panel-about-victims-of-war-reparations-for-war-crimes-committed/
110. ↑  ABOUT VICTIMS OF WAR – REPARATIONS FOR WAR CRIMES COMMITTED. YouTube. W4UA. 23 жовтня 2023. Процитовано 3 лютого 2024.{{cite web}}:  Обслуговування CS1: Сторінки з параметром url-status, але без параметра archive-url (посилання)
111. ↑  https://pcts.org.pl/24-25-listopad-pierwsza-miedzynarodowa-konferencja-providing-holistic-care-for-the-survivors-of-sexual-violence-and-torture-ukraine-2/
112. ↑  «Соціально відповідальне перформативне мистецтво. Чому так, чому ні.» | Розмова з Оленою Апчел. YouTube. Театр Нафта. 10 січня 2024. Процитовано 3 лютого 2024.{{cite web}}:  Обслуговування CS1: Сторінки з параметром url-status, але без параметра archive-url (посилання)
113. ↑  https://www.mediaport.ua/proyekt-pyatyy-kharkiv-litmuzey-zaproshuye-na-zakhody-prysvyacheni-teatru
114. ↑  https://e-teatr.pl/pamietam-ze-zapytano-mnie-o-ukrainski-teatr-i-o-to-jak-zostal-zmieniony-przez-wojne-34581
115. ↑  Про український театр і про те, як його змінила війна. Лівий берег. 19 березня 2023. Архів оригіналу за 11 квітня 2023. Процитовано 3 лютого 2024. {{cite web}}: Недійсний |мертвий-url=dead (довідка)
116. ↑  https://www.der-theaterverlag.de/theater-heute/aktuelles-heft/artikel/ein-theater-der-sozialen-verantwortung/
117. ↑  https://lyuk.media/city/kochivniki-ukrajinskogo-teatru/
118. ↑  https://zbruc.eu/node/81459
119. ↑  https://zbruc.eu/node/87945
120. ↑  https://zbruc.eu/node/96654
121. ↑  https://www.vogue.pl/a/ukrainskie-artystki-mc
122. ↑  https://wiadomosci.wp.pl/gniew-ukrainki-unia-europejska-demonstruje-ze-jest-fejkiem-6745065961097792a?amp=1
123. ↑  https://oko.press/olena-apczel-ukrainska-artystka-rosjanie-odejda-jakim-kosztem
124. ↑  https://www.wysokieobcasy.pl/wysokie-obcasy/7,163229,28604674,olena-apczel-wysyla-do-ukrainy-biustonosze-noktowizory-drony.html
125. ↑  https://gazetka.be/artykuly/artykuly-miesiaca/1019-nr-216-listopad-2022/4552-feministyczna-ukraina-rozmowa-z-olena-apczel
126. ↑  https://grotowski.net/performer/wojna-oczami-oleny-apczel-0
127. ↑  Smashing Wor(l)ds Podcast: W Ukrainie. YouTube. The Other Space Foundation. 2 лютого 2023. Процитовано 3 лютого 2024.{{cite web}}:  Обслуговування CS1: Сторінки з параметром url-status, але без параметра archive-url (посилання)
128. ↑  https://www.sestry.eu/statti/ya-zlyus-na-tih-dlya-kogo-viyna-trivaie-dva-roki-vodnochas-radiyu-bo-visim-rokiv-voni-dihali-vilnim-povitryam-rezhiserka-ta-volonterka-olena-apchel
129. ↑  https://pl.sestry.eu/artykuly/ya-zlyus-na-tih-dlya-kogo-viyna-trivaie-dva-roki-vodnochas-radiyu-bo-visim-rokiv-voni-dihali-vilnim-povitryam-rezhiserka-ta-volonterka-olena-apchel